# 甕津郡 (黃海南道)
甕津郡（朝鲜语：／ Ongjin gun）是朝鮮民主主義人民共和國黃海南道西南部的郡，位於甕津半島，西南臨黃海，與大韓民國仁川廣域市甕津郡相望。2008年人口152,878人。下分1邑、3勞動者區、27里。
1018年始稱甕津。1945年按三八線劃分蘇佔區和美佔區。1953年朝鲜战争後本郡大陸部份歸北韓，島嶼部分由南韓控制。